# Церква Воздвиження Чесного і Животворящого Хреста Господнього (Великоплоске)
Церква Воздвиження Чесного і Животворящого Хреста Господнього — православний старообрядницький храм в селі Великоплоске Роздільнянського району на Одещині, пам'ятка архітектури та містобудування загальнодержавного значення.

## Історія

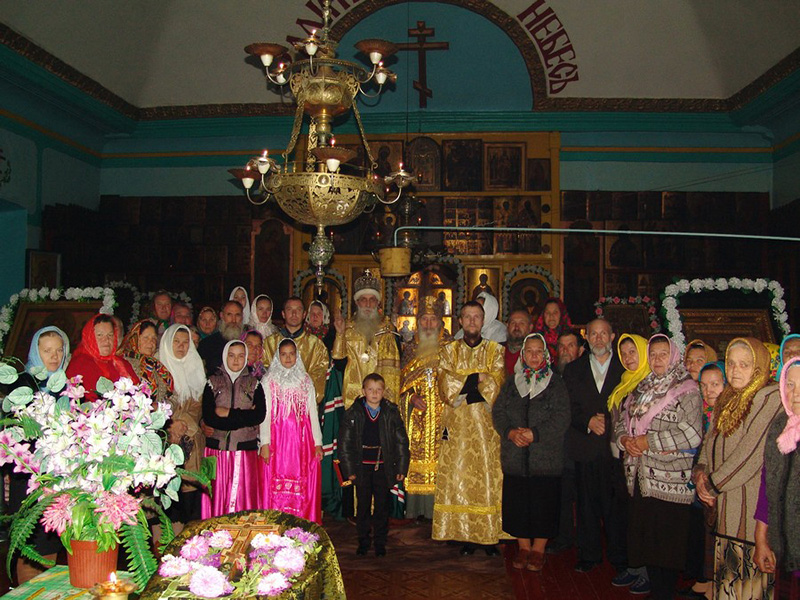
Богослужіння в храмі

Виникнення старообрядницького населення у Великоплоскому відбулося від предків, що утворили його. Близько 300 років тому, через натиски влади віруючих селян відправили на малозаселені землі. Після створення поселення в цій місцевості забило перше водне джерело, яке було сприйняте віруючими як диво. Селяни встановили повсякденну службу, яка триває і донині, і встановили дерев'яну церкву.
З роками Великоплоске тільки зміцнювалось і все більше заселялось. Приблизно 100 років тому в старообрядницькому селі Великоплоске було близько 10 тисяч населення. Одного храму для молитви було мало, і тоді утворили 6 церков для молитви, як щоденні, так і в свята, де і було 6 священнослужителів. Зараз діє тільки один храм, у якому настоятелем є отець Огій, має 97 років від роду. Раніше у цьому селі прибували тільки старообрядці, оскільки інших жителів не сприймали і не дозволяли їм селиться. Казали: «Свої повинні бути тільки зі своїми, і одружуватись тільки на своїх, зберігаючи чистоту та переказ від Бога і наших предків!»

### Будівництво

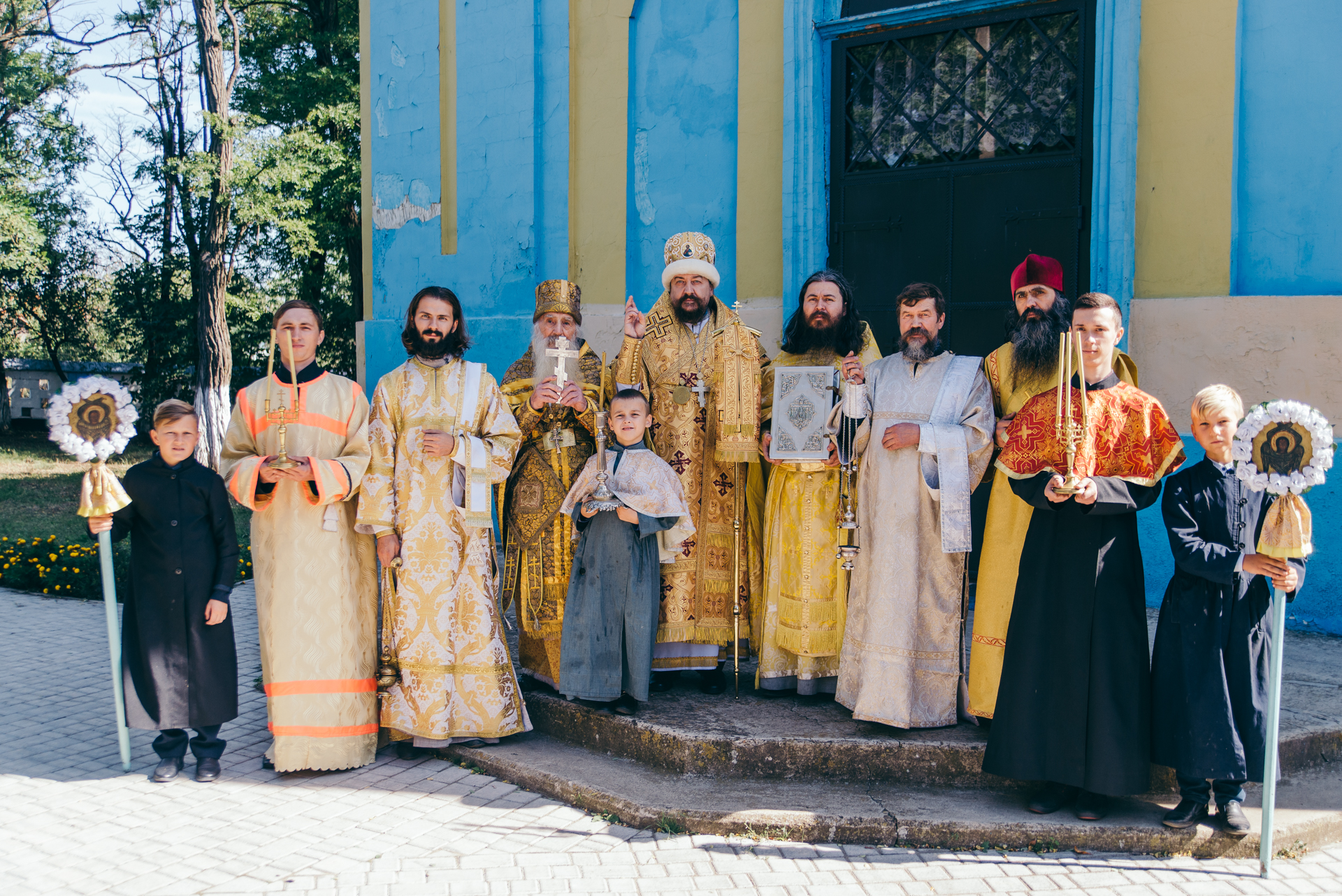
Свято Воздвиження в храмі

Через деякий час дерев'яна церква згоріла від удару блискавки. Населення села вирішило побудувати на цьому місці нову кам'яну церкву. Будівництво почали в кінці 30-х років 19 століття і завершили в кінці наступного десятиліття, отримавши в результаті величний храм у вигляді хреста. На покрівлі і на вівтарі встановили восьмибічні позолочені хрести; спорудили дзвіницю з величезним світло-зеленим куполом, також увінчану великим хрестом. Про богослужінні благовістили 5 дзвонів під куполом. Будівництво цього храму було присвячено святу Воздвиження Чесного і Животворящого Хреста Господнього. Усередині храм був розділений на 4 частини:
1. вівтар;
2. клірос, для півчих під час служби;
3. частина за криласом, де стоять чоловіки, які не брали участі в співі псалмів;
4. притвор для жінок[3]

### Розвиток

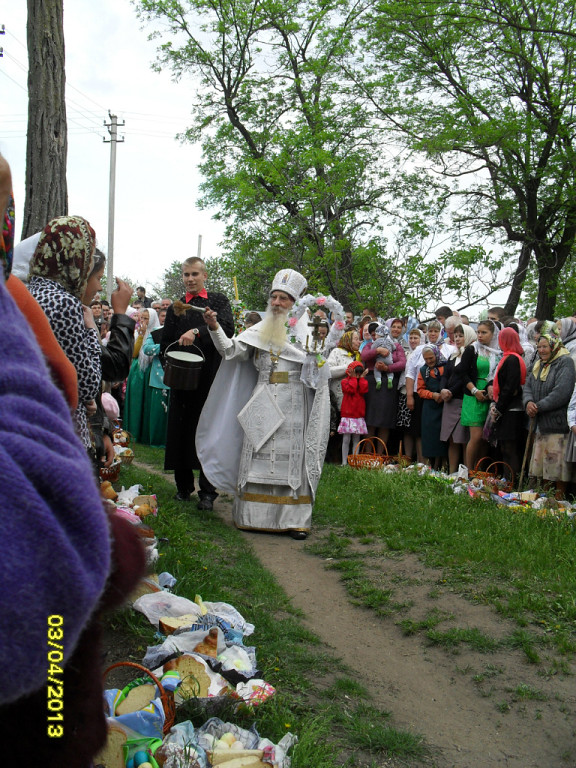
Свято Великодня в храмі

Під час Другої світової війни, із приходом румунської влади, у селян з'явився шанс відродити напівзруйновану в 1937 році церкву. У вересні 1941 року, отримавши дозвіл, плосковчани почали реконструкцію. Вже через три місяці церква була відновлена, мала вже інший вигляд та в ній почалася служба. Церковні атрибути були втрачені, тому книги, ікони, лампадки, панікадила збирали у селян. Священників у селі не залишилося, тому Прокопій Козадаєв, Сергій Соловйов, Віктор Зюзін і Тимофій Кірєєв вирушили до Бреїли до старообрядницького єпископу для прийняття сану. Так відродилась церква в селі.

### Відновлення
Коли велись роботи по газифікації села, також не минули стороною і церкву — її газифікували. Капітальний ремонт всередині приміщення почали в 2003 році, зовнішній ремонт відбувся у 2004 році. Потім, у серпні 2006 році, демонтували старі хрести та встановили нові. У 2007 — храм перекрили заново. Завдяки депутату Одеської обласної ради М.М. Дерев'янка, у 2016 році на території церкви була викладена тротуарна плитка. Також депутат подарував для храму холодильник (у 2017 р.). З нагоди святкування Воздвиження Чесного і Животворящого Хреста Господнього у 2017 році депутат Одеської обласної ради В.М. Саутьонков подарував для трапезної храму електричну плитку, а також замінив 20 вікон на металопластикові.

### Сучасність
Близько 10 років тому, вперше за всі ці роки, була організована Недільна школа, яка існує і по цей день, для дітей бажаючих навчиться Закону Божого. Засновником Недільної школи була Кітаєва Акіліна Іванівна, яка вклала багато праці і сил у створенні і процвітання Недільної школи. На початку існування школи в ній було близько 50 дітей, але з роками це число скоротилося. На даний момент школу відвідують 19 дітей. На заняттях діти займаються читанням книг, знаменним співом, знайомляться із житієм святих, малюють. Дітлахи дуже добре спілкуються зі своїми однолітками з інших Недільних шкіл України. Також діти беруть участь у різноманітних з'їздах, хоровому співі та дитячо-юнацькому оздоровчому таборі «Чорноморська обитель».
На даний момент утримує Недільну школу Григорій Іванович Тиханський (чоловік А.І. Кітаєвої), а також сільськогосподарські кооперативи та депутат М.М. Дерев'янко, допомагаючи в поїздках і організаційних питаннях.